# Поршенников, Иван Иванович
Иван Иванович Поршенников — из детей боярских, приказчик Селенгинского острога. 

## Биография
С 1648 года по 1655 год числился служилым человеком по Томску. В 1655 году отправлен в Даурскую землю на службу к воеводе А. Ф. Пашкову. Принимал участие в строительстве острогов: Нерчинского, Иргинского и Телембинского. 
В сентябре 1663 года записан в дети боярские по Томску. С 1667 года находится на службе в Енисейске. В 1668 году переведён приказным человеком в Селенгинский острог. В 1671 году построил новый острог в Селенгинске. В 1678 году построил Удинский острог. Развивал земледелие под Селенгинском. 
В 1675 году с торговым караваном посещал Цинскую империю. На обратном пути в Монголии посетил Хутухта Лубсана Дамба-Джамцана. Принял у него подарки для Алексея Михайловича. 
В 1684 году привёз в Иркутск образцы чёрной и жёлтой красок из Селенгинска. В составе образцов обнаружены квасцы и аурипигмент. 
В 1684 — 1685 году построил новый «город» в Селенгинске. В 1688 году участвовал в обороне Селенгинска. 
Участвовал в переговорах по заключению Нерчинского договора. Выполнял в Монголии дипломатические поручения Ф. А. Головина.
В декабре 1691 года назначен головой казаков в Енисейске. Умер в Енисейске 13 сентября 1693 года.